# Boësses

Boësses este o comună în departamentul Loiret din centrul Franței. În 1 ianuarie 2022 avea o populație de 379 de locuitori.